# Pioneer Venus 2
Pioneer Venus 2 eller Pioneer Venus Multiprobe eller Pioneer 13, var en amerikansk multi-rymdsond som studerade planeten Venus. Den sköts upp från Cape Canaveral, den 8 augusti 1978.
Sonden bestod av en moderfarkost och fyra atmosfärssonder. Sonderna separerade från moderfarkosten flera dagar innan sonden nådde fram till Venus.
En av sonderna sände data från Venus yta i upp till en timme efter landningen.
|                               | Large Probe   | North Probe  | Day Probe      | Night Probe   | Bus                            |
| ----------------------------- | ------------- | ------------ | -------------- | ------------- | ------------------------------ |
| Inträde i atmosfären (200 km) | 18:45:32      | 18:49:40     | 18:52:18       | 18:56:13      | 20:21:52                       |
| Nedslag                       | 19:39:53      | 19:42:40     | 19:47:59       | 19:52:05      | (sista kontakt på 110 km höjd) |
| Sista kontakt                 | 19:39:53      | 19:42:40     | 20:55:34       | 19:52:07      | 20:22:55                       |
| Nedslags koordinater          | 4.4°N 304.0°E | 59.3°N 4.8°E | 31.3°S 317.0°E | 28.7°S 56.7°E | 37.9°S 290.9°E (beräknad)      |

### Fotnoter
1. ↑  ”NASA Space Science Data Coordinated Archive” (på engelska). NASA. https://nssdc.gsfc.nasa.gov/nmc/spacecraft/display.action?id=1978-078A. Läst 1 april 2020.